# Coccinella (Instant Messenger)
Coccinella (von lateinisch coccinella ‚Marienkäfer‘) ist ein freier Instant-Messaging-Client für das Protokoll XMPP.
Das Programm wurde in Tcl/Tk verfasst und ist unter BSD, Linux, macOS, Solaris und Windows sowie auf allen anderen Plattformen, für die es bereits Tcl/Tk gibt, lauffähig. Mats Bengtsson veröffentlichte das Programm im Jahr 1999 ursprünglich unter dem Namen Whiteboard. Die Umbenennung in Coccinella erfolgte 2003.

## Fähigkeiten
- MUC (Mehrbenutzerchat)
- Whiteboard-Funktionalität
- Verschlüsselte Verbindungen
- Konfigurierbares Aussehen (Themes/Skins)
- Unicode
- Oberfläche mit Tabs
- Ereignissignalisierung durch Klänge
- VoIP-Unterstützung über die XMPP-Jingle-Erweiterung
- Emoticons
- Typing Notification (Anzeige ob Gesprächspartner gerade tippt oder nicht)
- Icon im Systemabschnitt der Kontrollleiste („system tray icon“)
- Avatare
- Dateitransfer
- das macOS-Benachrichtigungssystem Growl wird unterstützt